# Tabanus doreicus
Tabanus doreicus är en tvåvingeart som beskrevs av Walker 1861. Tabanus doreicus ingår i släktet Tabanus och familjen bromsar. Inga underarter finns listade i Catalogue of Life.